# 호흐실트 코호몰로지에 대한 들리뉴 추측
수학의 한 분야인 변형 이론에서 들리뉴의 추측(Deligne's conjecture)은 호흐실트 여사슬 복합체의 오퍼라드 구조에 관한 것이다. 드미트리 타마르킨, 알렉산더 보로노프, James E. McClure 및 제프리 스미스, 막심 콘체비치 및 얀 소이벨만 등이 다양한 증거를 제안했다. 호흐실트 복합체의 호모토피 대수적 구조 구축의 초기 입력이다. 끈 이론과 관련하여서도 중요하다.

## 같이 보기
- 조각별 대수 공간